# Tepecuitlapa, Tehuipango
Tepecuitlapa är en ort i Mexiko.   Den ligger i kommunen Tehuipango och delstaten Veracruz, i den sydöstra delen av landet, 240 km öster om huvudstaden Mexico City. Tepecuitlapa ligger 2 457 meter över havet och antalet invånare är 910.
Terrängen runt Tepecuitlapa är huvudsakligen kuperad, men åt nordost är den bergig. Runt Tepecuitlapa är det ganska tätbefolkat, med 134 invånare per kvadratkilometer. Närmaste större samhälle är Xoxocotla, 19,5 km norr om Tepecuitlapa. Omgivningarna runt Tepecuitlapa är en mosaik av jordbruksmark och naturlig växtlighet.